# Les Parents de l'enfant prodigue

Les Parents de l'enfant prodigue est un film muet français réalisé par Louis Feuillade et sorti en 1910.

## Fiche technique
- Réalisation et scénario : Louis Feuillade
- Société de production : Société des Établissements L. Gaumont
- Pays : France
- Format : Muet - Noir et blanc
- Durée : inconnue
- Date de sortie : 
  -  France - 1910

## Distribution
- Suzanne Grandais
- Jean Ayme